# リャノ・エスタカード
リャノ・エスタカード（スペイン語：Llano Estacado/ˈʎano ˌestəˈkado/、「囲まれた平野（Staked Plains）」の意）は、ニューメキシコ州東部とテキサス州北西部の一部を取り囲む、アメリカ合衆国南西部の一地域の名称である。

## 地勢
リャノ・エスタカードは広大な台地（メサ）すなわち台地であり、そのほとんどは比較的平坦な土地で構成されている。多数の小さなプラヤ湖や季節によって水が満たされる凹部が点在しており、これらは水鳥の貴重な生息地となる。
平野の「岩盤」は、硬化したオガララ帯水層の表層で、キャプロック崖（Caprock Escarpment）と呼ばれる堅いカリーチの層である。これは、表面の乾燥によって、鉱物に含まれる水分が毛細管行動で表面に上がってきた時に形成された。その水分が気化して鉱物が残り、地下のオガララ帯水層のかなり緩い砂の沈殿物をセメント質で固めた。キャプロックは一般的に砂と土で覆われていて、土の多い部分は灌漑によって肥沃になり、穀物や綿等の耕作に使用される。

## 気候と農業
気候は、長い暑い夏と寒い冬を特徴とした準乾燥気候である。平均降雨量は年間20インチ（508mm）以下で、7月の平均温度は85° F（29.44°C）を上回り、降水量の大部分は蒸発で失われ、乾燥した土地は耕作に非常に困難になる。使用できる地表の水がまったくないので、灌漑用水は電気ポンプによってオガララ帯水層のより深い部分から掘り起こされる。
電気ポンプの普及以前は、放牧が可能な大牧場は存在した。しかし、放牧はすぐに生命力の弱い草地を破壊した。地面を湿らせる程度の雨はただ気化するか、通水性のある地面にしみこむ。汲み上げられた水はそれが再び地下に満たされるよりも早く失われる。近隣には豊富な水源は1つもなく、ペコス川は灌漑への転換のために殆ど涸渇しつつある。

## 地理
北はカナディアン川、東はキャプロック崖、西はメスカレロ崖に接しており、北の州間高速道路40号線と南の州間高速道路20号線の間、大まかにはアマリロとミッドランドの間に位置している。西はペコス川流域と、東はテキサスのパーミアン平野と境を成している。その範囲は南北に250マイル、東西に150マイル、面積にして37,500平方マイルである。高度変化は見た目は微細だが、その高度は南東の3000フィートから北西の5000フィート以上まで、およそ1マイル毎に10フィートのほぼ一様な傾斜になっている。グレートプレーンズのハイプレーン部分の南端であり、かつて「大アメリカ砂漠」と呼ばれたところの一部である。
リャノ・エスタカードの人口密度は非常に低い。エリアの大部分は大牧場と灌漑農場で覆われている。リャノ上の主要都市はテキサス州のアマリロ、ラボック、プレーンヴュー、ミッドランド、オデッサ、ニューメキシコ州のクローヴィス、ロズウェル、ホブズである。
ホブズからそう遠くないところに、恒久的なオアシス、モニュメント・スプリングがあり、貴重な水場のひとつである。その場所を人に知らせるために地元のインディアンがカリーチを積み上げたのが、この「モニュメント」である。

## 歴史
リャノ・エスタカードはスペイン語で「柵で囲まれた平野」を意味する。スペイン人のコンキスタドール、フランシスコ・バスケス・デ・コロナド率いる部隊が、東のシボラからの移動の途中、この「草の海」に遭遇してこの名を付けた。リャノを横断した最初のヨーロッパ人であるコロナドは、以下のように記述した。「私は広大な平野に到達したが、その限界をどこに行っても見つけらない、300リーグ以上旅しても…まるで海に飲み込まれたかのように土地の目印がひとつもない…石も、高台のようなものも、木も、低木も、なにもないのだ」。リャノの有名な特徴はキャプロック崖で、通常の高さがおよそ300フィートの険しい断崖のある、その北側と西側で最も顕著に見られる。この崖がほとんど突き破れない平原の柵に見えるために名付けられた。北のカナディアン川に面する絶壁は、トゥクムカリ市のちょうど東の州間高速道路40号線から南に簡単に見られる。おそらくここがその名の由来になった特徴を見るのに最良の場所である。
1872年、ランドルフ・マーシー（Randolph B. Marcy）将軍は「巨大な北米の砂漠」で、リャノを「木も茂みも水もない」と記述した。旅行者は、自分と動物ために水を持参しなければならなかった。リャノはその当時、インディアン準州への移住を拒否したカイオワ族とコマンチェ族の一団の避難所であった。最後の戦いのひとつは、1874年12月2日のパロデュロ渓谷（Palo Duro Canyon）で厳冬のさなかに戦われた。特徴のない広がりのわずかなくぼみやパロデュロのような渓谷の迷路に身を隠すことは容易だったので、合衆国騎馬隊にとって水のない表面は対処するのが非常に困難であった。